# Boston (taniec)
Boston – taniec towarzyski pochodzący ze Stanów Zjednoczonych. Swą nazwę zawdzięcza miastu Boston w USA. Jest rodzajem powolnego walca, w metrum 3/4. Dużo wolniejszy od walca wiedeńskiego, posuwisty, odmiana walca angielskiego. W Europie pojawił się po 1910 roku.